# Zemská hotovost

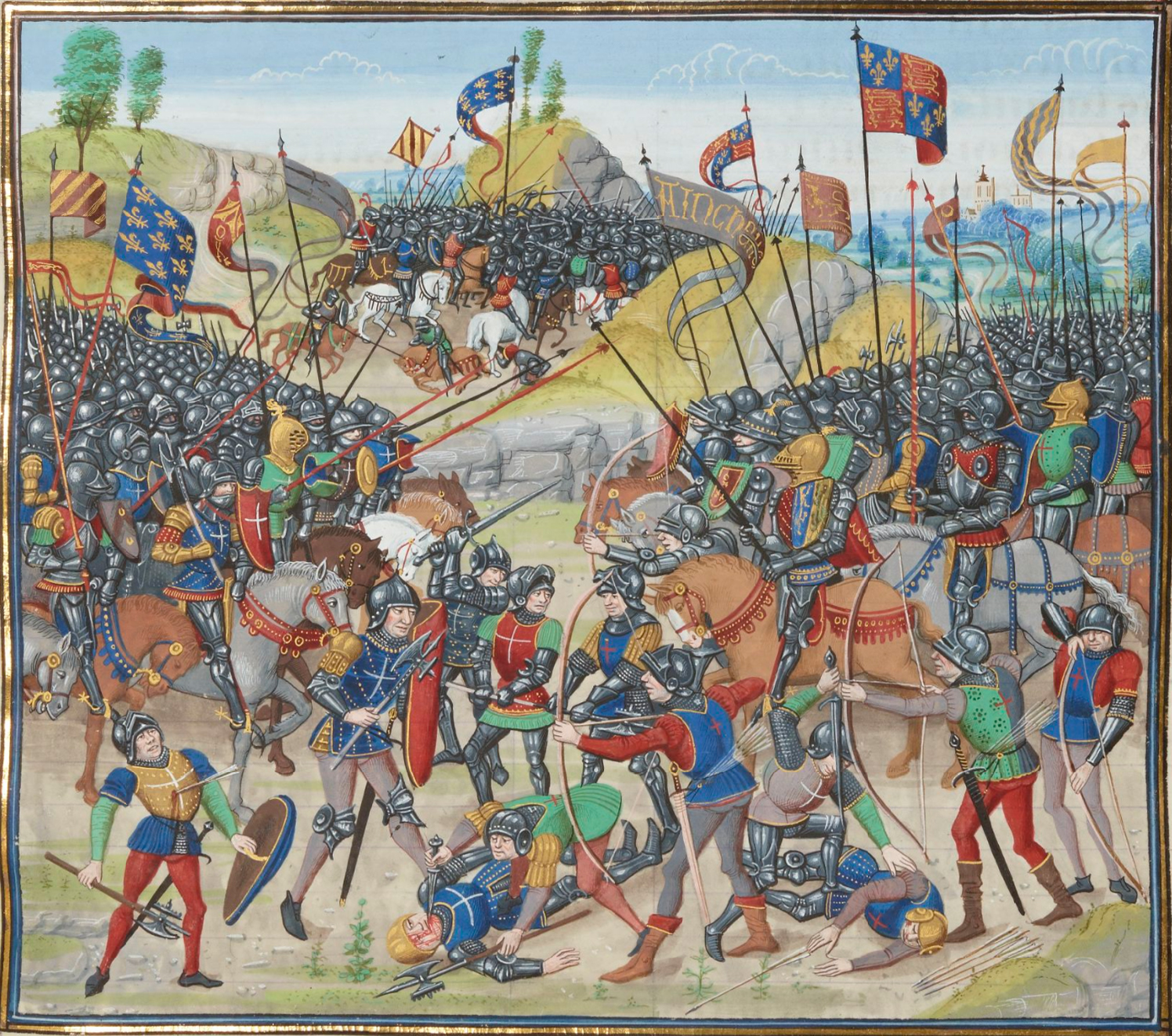

Zemská hotovost (německy das Landesaufgebot) označovala stavovské vojsko svolávané k ochraně země před nepřátelským vpádem a tvořila základní složku vojenských sil středověkého válečnictví. 
Do 15. století byla hlavní vojenskou silou panovníka. Její svolávání však povolovaly zemské stavy, které také určovaly výši válečné daně, rozsah a formu vojenské povinnosti, způsob svolávání hotovosti, charakter organizace, druh výzbroje i jmenování velitelů. Vojska byla stavěna ke konkrétním válečným kampaním. Zemskou hotovost tvořily družiny šlechticů, od 13. a 14. století stále více kontingenty měst. Vrchnost vypravovala vojsko v závislosti na výši svého majetku. Zemská hotovost byla převážně neprofesionální. Šlechta a  měšťané si výzbroj většinou pořizovali vlastní, zatímco prostým poddaným byla přidělována. V Čechách a na Moravě byla hlavním dorozumívacím jazykem bojovníků čeština. Délku vojenské služby v rámci zemské hotovosti upravoval inaugurační diplom krále Jana Lucemburského (českým králem 1310–1346) z roku 1311. Podle tohoto dokumentu měla zemská hotovost povinnost sloužit na území Českého království na své náklady po dobu 4 týdnů. Po uplynutí této doby musel panovník částečně nést náklady spojené s touto mimořádnou vojenskou službou. Dále inaugurační diplom stanovoval, aby války mimo hranice státu byly vedeny zcela na králův náklad. Z této charakteristiky vyplývá, že se z dnešního pohledu jednalo o jakousi formu všeobecné mobilizace. 
Velkou nevýhodou bylo, že při déle trvajícím válečném konfliktu dlouhodobě chyběly především v zemědělství pracovní síly. Dalším negativem byla zdlouhavost jejího svolávání a v neposlední řadě bojová hodnota takovéto amatérské armády v porovnání s vycvičeným žoldnéřským vojskem byla velmi nízká. Proto v raném novověku došlo k restrukturalizaci vojska a tato instituce za třicetileté války (1618–1648) zanikla a byla nahrazena žoldnéřským vojskem. Po třicetileté válce se prosadila stálá armáda, která se obvykle skládala z oddílů infanterie (pěchoty), kavalerie (jezdectva) a artilerie (dělostřelectva).